# Roger Rivière
Roger Rivière (Saint-Étienne, 23 februari 1936 – Saint-Galmier, 1 april 1976) was een Frans wielrenner.
Rivière werd eind jaren vijftig als de grootste concurrent van Jacques Anquetil gezien. Door een val raakte hij in 1960 verlamd en moest hij zijn loopbaan beëindigen. Hij was op dat moment ruim drie jaar professional, was toen al drie keer op rij wereldkampioen achtervolging geworden en had twee keer het werelduurrecord verbroken.

## Val
De Ronde van Frankrijk van 1960 vertrok zonder Jacques Anquetil, waardoor de 24-jarige Rivière (vierde in de Ronde van Frankrijk 1959) als de grootste favoriet werd beschouwd. Na het doorkruisen van de Pyreneeën droeg Gastone Nencini de gele leiderstrui. Na de dertiende etappe, met aankomst in Millau, leidde hij met 1'38" op Rivière, maar deze was de betere tijdrijder en daarmee de grootste kanshebber op de eindzege. De volgende dag reden de renners door het Centraal Massief om te eindigen in Avignon.
Nencini begon als eerste aan de afdaling van de Col de Perjuret. Nencini stond bekend als de snelste daler ter wereld en was befaamd om zijn gevaarlijke stijl van dalen. Desondanks probeerde Rivière Nencini te volgen en wilde het gat verkleinen. Hij nam te veel risico, botste tegen een blok langs de weg en viel tien meter diep in een ravijn. Een tapijt van takken redde zijn leven, maar hij kon alleen zijn hoofd nog bewegen. Hij werd per helikopter geëvacueerd naar het ziekenhuis in Montpellier, waar men een dubbele breuk aan de wervelkolom en een onherroepelijke verlamming voor 80% vaststelde. Het betekende een abrupt einde aan de carrière van een van Frankrijks meest veelbelovende profs.

## Na de val
Na zijn carrière verklaarde Rivière eerst dat er zich olie op zijn remmen had bevonden, later dat hij pijnstillers (palfium) had geslikt, waardoor zijn reactievermogen was verslechterd. Ook beweerde hij dat hij amfetamines en kamfer had geslikt tijdens zijn werelduurrecord van 1958.
Rivière opende een restaurant in Saint-Étienne: "De Vigorelli", genoemd naar de gelijknamige wielerbaan in Milaan waar hij tweemaal het werelduurrecord had verbroken. Daarna baatte hij een garage uit en uiteindelijk een vakantiekamp in de Rhônevallei.
Hij overleed op veertigjarige leeftijd aan strottenhoofdkanker.

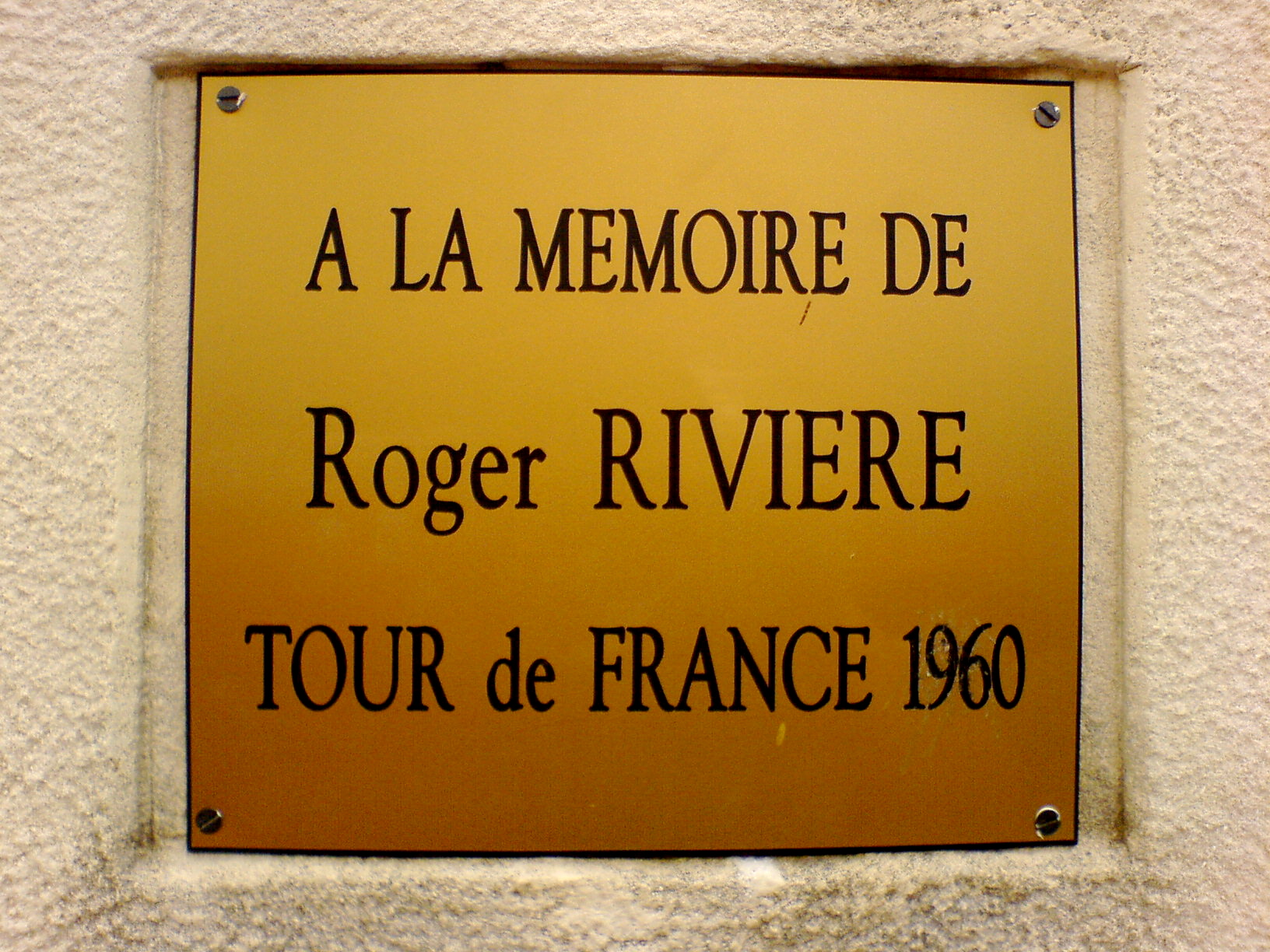
Bordje onder het monument voor de val van Roger Rivière

## Belangrijkste overwinningen
1955
- Circuit d'Auvergne

1957
- Nationaal Kampioenschap, Baan, Achtervolging, Elite
- Wereldkampioenschap, Baan, Achtervolging, Elite
- Werelduurrecord
- Trophée Gentil

1958
- Wereldkampioenschap, Baan, Achtervolging, Elite

1959
- 7e etappe deel a Dauphiné Libéré
- GP d'Alger; + Gérard Saint, Raphaël Geminiani
- 14e etappe Ronde van Spanje
- 16e etappe Ronde van Spanje
- Mont Faron (tijdrit)
- 6e etappe Ronde van Frankrijk
- 21e etappe deel a Ronde van Frankrijk
- Wereldkampioenschap, Baan, Achtervolging, Elite
- Werelduurrecord

1960
- 5e etappe deel b Dauphiné Libéré
- GP d'Alger; + Rudi Altig
- 3e etappe deel b Vierdaagse van Duinkerke
- 1e etappe deel b Ronde van Frankrijk
- 6e etappe Ronde van Frankrijk
- 10e etappe Ronde van Frankrijk

## Resultaten in voornaamste wedstrijden
| Jaar | Ronde van Italië | Ronde van Frankrijk | Ronde van Spanje |
| ---- | ---------------- | ------------------- | ---------------- |
| 1957 |                  |                     |                  |
| 1959 |                  | 4e (2)              | 6e (2)           |
| 1960 |                  | opgave (3)          |                  |

| Jaar | Milaan-San Remo | Parijs-Roubaix | Waalse Pijl |  | Wereldranglijsten |
| ---- | --------------- | -------------- | ----------- |  | ----------------- |
| 1957 |                 |                | 15e         |  |                   |
| 1959 |                 | 48e            |             |  | (SPP)             |
| 1960 | 22e             |                |             |  |                   |